# Patrick Bach
Patrick Bach (né le 30 mars 1968) est un acteur allemand et doubleur.

## Biographie
Il a été découvert alors qu'il jouait au football et a obtenu le premier rôle dans la mini-série Silas (1981), réalisée d'après les livres de Cecil Bødker. L'année suivante, il a décroché le rôle de Jack Holborn dans la mini-série du même nom, adaptée du roman de Leon Garfield. Patrick Bach a notamment prêté sa voix au personnage Samsagace Gamegie, dans la version allemande de la trilogie du Seigneur des anneaux de Peter Jackson, et à Meliodas, dans The Seven Deadly Sins
Il est marié, a deux enfants et vit avec sa famille à Hambourg.